# یاگودنی (سرزمین آلتای)
یاگودنی (به لاتین: Yagodny) یک منطقهٔ مسکونی در روسیه است که در سرزمین آلتای واقع شده‌است.